# Save the Last One
«Guarda la última» —título original en inglés: «Save The Last One»— es el tercer episodio de la segunda temporada de la serie de terror posapocalíptico The Walking Dead. Se estrenó en AMC en los Estados Unidos el 30 de octubre de 2011. El episodio fue escrito por Scott M. Gimple y dirigido por Phil Abraham. En el episodio, Shane Walsh (Jon Bernthal) y Otis (Pruitt Taylor Vince) desesperadamente intentan huir de los caminantes en una escuela secundaria para llevar los suministros a Carl Grimes (Chandler Riggs). Mientras tanto. Daryl Dixon (Norman Reedus) y Andrea (Laurie Holden) continúan la búsqueda de Sophia Peletier (Madison Lintz).
La producción para el episodio ocurrió en julio de 2011 en Newnan High School en Newnan, Georgia, después de recibir la aprobación del consejo de la ciudad y el Sistema Escolar del Condado de Coweta. "Save the Last One" fue aclamado por la crítica, quienes elogiaron la historia como también la conclusión del episodio. Tras su emisión, fue visto por 6.075 espectadores y obtuvo un índice de audiencia de 3.1 en la demográfica de 18-49. 

## Trama
En el baño de algún lugar, un hombre se rapa la cabeza con una afeitadora eléctrica. Conforme mechones de cabello van cayendo en el lavatorio, vemos la silueta de la cabeza del hombre hasta que finalmente podemos mirar su reflejo empañado en el espejo y descubrimos que se trataba de un muy alterado Shane (Jon Bernthal). Regresando a la historia con Shane y Otis (Pruitt Taylor Vince) desaparecidos durante horas, Hershel Greene (Scott Wilson) le informa a Rick (Andrew Lincoln) y su esposa Lori (Sarah Wayne Callies) que debe realizar la cirugía con su hijo Carl (Chandler Riggs) sin el equipo necesario.
Andrea (Laurie Holden) y Daryl Dixon (Norman Reedus) salen en busca de Sophia Peletier (Madison Lintz), siguiendo a su madre Carol (Melissa McBride) llorando por su pérdida. Daryl le cuenta a Andrea sobre su infancia y expresa la esperanza de que encuentren a Sophia con éxito. Se topan con un campamento abandonado, donde una persona se suicidó colgándose de un árbol y ahora se ha convertido en un caminante. Daryl insiste en que dejen al caminante solo, pero Andrea se niega firmemente. Él le pregunta si ella quiere continuar viviendo, a lo que ella exclama incertidumbre. Daryl eutanasia al caminante cuando se van. Al regresar al campamento, Dale Horvath (Jeffrey DeMunn) intenta reconciliarse con Andrea devolviendo su arma.
Glenn (Steven Yeun) y T-Dog (IronE Singleton) viajan a la casa de los Greene. Allí, Glenn comienza a orar por el bienestar de sus compañeros sobrevivientes, mientras que T-Dog recibe tratamiento médico por envenenamiento de la sangre. Mientras tanto, Carl entra y sale de la consciencia, y recuerda brevemente su encuentro con el ciervo antes de entrar en un ataque. Una angustiada Lori le opina a Rick por terminar con el sufrimiento de Carl, pero Rick insiste en mantenerlo con vida. En la escuela secundaria, Shane y Otis se separaron después de luchar contra una horda de caminantes. Ambos se lesionan las piernas mientras escapan, ralentizando su progreso hacia abajo. Shane y Otis aparentemente no tienen opciones para sobrevivir. Comienzan a cojear de vuelta a su camión y finalmente se quedan sin municiones.
Rick y Lori deciden hacer la operación sin el equipo necesario. Mientras se preparan para la operación, Shane llega con los suministros médicos, pero sin Otis. Afirma que Otis se sacrificó para salvar a Carl. El episodio vuelve a aparecer para mostrar que Shane sacrificó a Otis disparándole en la pierna y dejándolo como cebo para los caminantes mientras escapaba con la medicina. El episodio termina en el presente, con Shane afeitándose la cabeza, borrando la evidencia de una calva de pelo rasgado causada por Otis durante su breve pelea.

## Producción
Similar al episodio anterior, "Bloodletting", la fotografía principal para "Save the Last One" comenzó en Newnan, Georgia en Newnan High School en julio de 2011, después de recibir la aprobación del consejo de la ciudad y el Sistema Escolar del Condado de Coweta. La preparación del sitio comenzó el 1 de julio, y la filmación comenzó en el gimnasio de la escuela en un período de cuatro días desde el 7 hasta el 8 de julio, y de nuevo desde el 11 hasta el 12 de julio. La ubicación fue renovada temporalmente para reflejar un edificio abandonado del campo de FEMA. La ubicación fue renovada temporalmente. Michael Riley, el gerente de producción para el episodio, contacto al Departamento de Policía de Newnan para colaborar con los productores. Debido al gran tamaño de la localización, la compañía de producción de Riley notificó a los vecindarios de los alrededores para aliviar molestias.[cita requerida]
"Save the Last One" marcó la aparición final de Pruitt Taylor Vince, cuyo personaje fue asesinado en el episodio después que Shane le disparara; esto marca un punto de inflexión para él como un protagonista falso. En una entrevista con Entertainment Weekly, Robert Kirkman explicó la reacción de Jon Bernthal en esa escena en particular:

"Jon Bernthal es un talento enorme y tiene mucho profesionalismo. Muchos de los actores entraron a la habitación mientras comenzábamos esta temporada y Bernthal era uno de ellos. Él era consciente de muchas de las cosas que venían y hablamos con él sobre su personaje y lo que teníamos planeado para él en esta temporada y él estuvo de acuerdo con mucho. Era agradable ser capaz de ir por estos escenarios con él y tener su opinión en como el percibe su personaje. Debido a que muchos actores, piensan en sus personajes más de que los escritores porque están enfocados en cada personaje por meses en sus vidas, sí no son años. Él estaba preparado para todo esto."

Kirkman expresó que la muerte de Otis fue un "homicidio algo justificable", y replicó que "Otis lo estaba frenando, y la vida de Carl pende de un hilo". Continuó: "Es The Walking Dead y estamos existiendo en esa área gris y realmente estamos empujando los límites de eso. Pero al final del día, Shane le disparó a ese hombre y lo dejó por muerto y huyó. Es un momento bastante oscuro e informa el personaje de Shane y se prepara para varias cosas que pasarán en el futuro."[cita requerida]

## Recepción

### Índices de audiencia
"Save the Last One" fue emitido el 30 de octubre de 2011 en los Estados Unidos en AMC. Fue visto por 6.095 millones de espectadores, y alcanzó un índice de audiencia de 3.1. El episodio fue el programa más calificado del día, obteniendo índices de audiencia altos que un evento de carreras como parte del NASCAR 2011 y Next Iron Chef en Food Network. Del mismo modo, el episodio se convirtió en el segundo programa más calificado de la semana con fecha del 30 de octubre.[cita requerida]

### Respuesta crítica

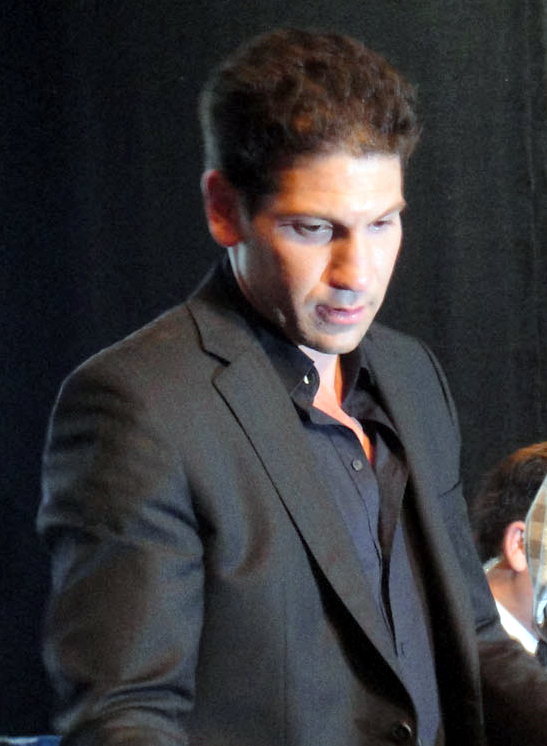
Los críticos apreciaron el desarrollo del personaje de Shane (Bernthal, en la imagen).

"Save the Last One" fue aclamado por la crítica por los críticos de televisión. Eric Goldman de IGN elogió el episodio, dándole nueve de diez. Opinó que fue su episodio favorito desde el piloto de la serie, "Days Gone Bye", y agregó que "tenía escenas espeluznantes de zombies, buena acción, una interacción interesante de personajes y una revelación al final que nos da mucho para procesar." Alan Sepinwall de HitFix opinó, "los personajes necesitan más profundidad."[cita requerida]
Andrew Conrad de The Baltimore Sun comentó el episodio, citando que el ritmo fue más rápido que el episodio anterior. Josh Wigler de MTV opinó: "El episodio de esta noche era sobre parejas. Shane y Otis, dos soldados en una trinchera. Rick y Lori, dos padres en desacuerdo sobre cómo manejar la condición de su hijo. Glenn y Maggie, dos extraños desesperados en hacer una conexión. Andrea y Daryl, dos opuestos intentando encontrar una razón para seguir adelante. Grandes escenas con todos estos dúos, y realmente muestra que tan fantástico es el elenco del show, en los momentos altos y bajos." Zach Handlen de The A.V. Club le dio al episodio una 'B+', y sintió que el episodio fue superior con el anterior. En contraste, Aaron Rutkoff de The Wall Street Journal estuvo menos entusiasta con el episodio, expresando, "para decir la verdad, después de tres episodios muy poco ha sucedido hasta ahora en esta temporada." Sean McKenna de TV Fantastic dijo que a pesar de no tener ninguna dirección, "Save the Last One" se las arregló para retener la "tensión y acción que hace que este show sea un thriller cada semana." McKenna le dio al episodio 4.5 de 5 estrellas.
Los críticos elogiaron el desarrollo de Shane en el episodio, como también la ejecución de Otis. Nate Rollings de Time sintió que fue un momento oscuro para la serie, y sintió que agregaba anticipación al desarrollo en un futuro. Escribió: "En algún momento, Shane tendrá que ser honesto con Rick sobre lo que le sucedió a Otis. Dado el código moral extremo de Rick y Shane ahora demostrando hacer todo lo necesario para sobrevivir, el enfrentamiento será más grande que sólo una batalla de dos machos alfa. La división Rick/Shane es una batalla de dos líderes con ideas diferentes de humanidad y supervivencia." Halden apreció el desarrollo del personaje de Shane, escribiendo, "Shane ha sido desde hace tiempo el caballo negro del grupo, el que normalmente no tiene reserva moral, y esto funciona bien en llevarlo cada vez más a la oscuridad. No es el momento más sutil [...] pero dado qué tan amistoso y genial que era Otis, y dado en cómo los dos parecían trabajar juntos, es un toque fuerte." Agregó ahora que, debido a la muerte de Otis, el show ahora tiene un sentido de dirección. "Su decisión de sacrificar a Otis es bastante fácil de racionalizar; alguien tenía que volver por el bien de Carl, Shane era más rápido, y ambos probablemente no lo hubieran logrado. Esa es la belleza de eso. En una cierta luz, hizo la decisión correcta."[cita requerida] Morgan Jeffrey escribió: "La entrega de esta semana dio más sustos de lo usual - el escape de Shane de la secundaria fue una tensión insoportable."[cita requerida]